# Simpson Horror Show XXXIII
Simpson Horror Show XXXIII est un épisode de la série télévisée d'animation Les Simpson. Il s'agit du sixième épisode de la trente-quatrième saison et du 734e de la série.

## Synopsis
Les 3 histoires sont : 
"The Pookadook" parodie de Mister Babadook
Marge est possédée par un esprit démoniaque a cause d'un livre maléfique et elle tente de s'en prendre a Maggie.
"Death Tome" parodie de Death Note
Lisa découvre un cahier de la mort et elle doit ecrire les noms des cibles pour les éliminer.
"Simpsons World" parodie de Westworld (série télévisée)
Un parc d'attraction qui ressemble au monde des simpsons et alors que la famille simpsons doivent fuir des robots des doubles citoyens de Springfield au plus vite, car ils sont hostiles.